# Rahal Letterman Lanigan Racing

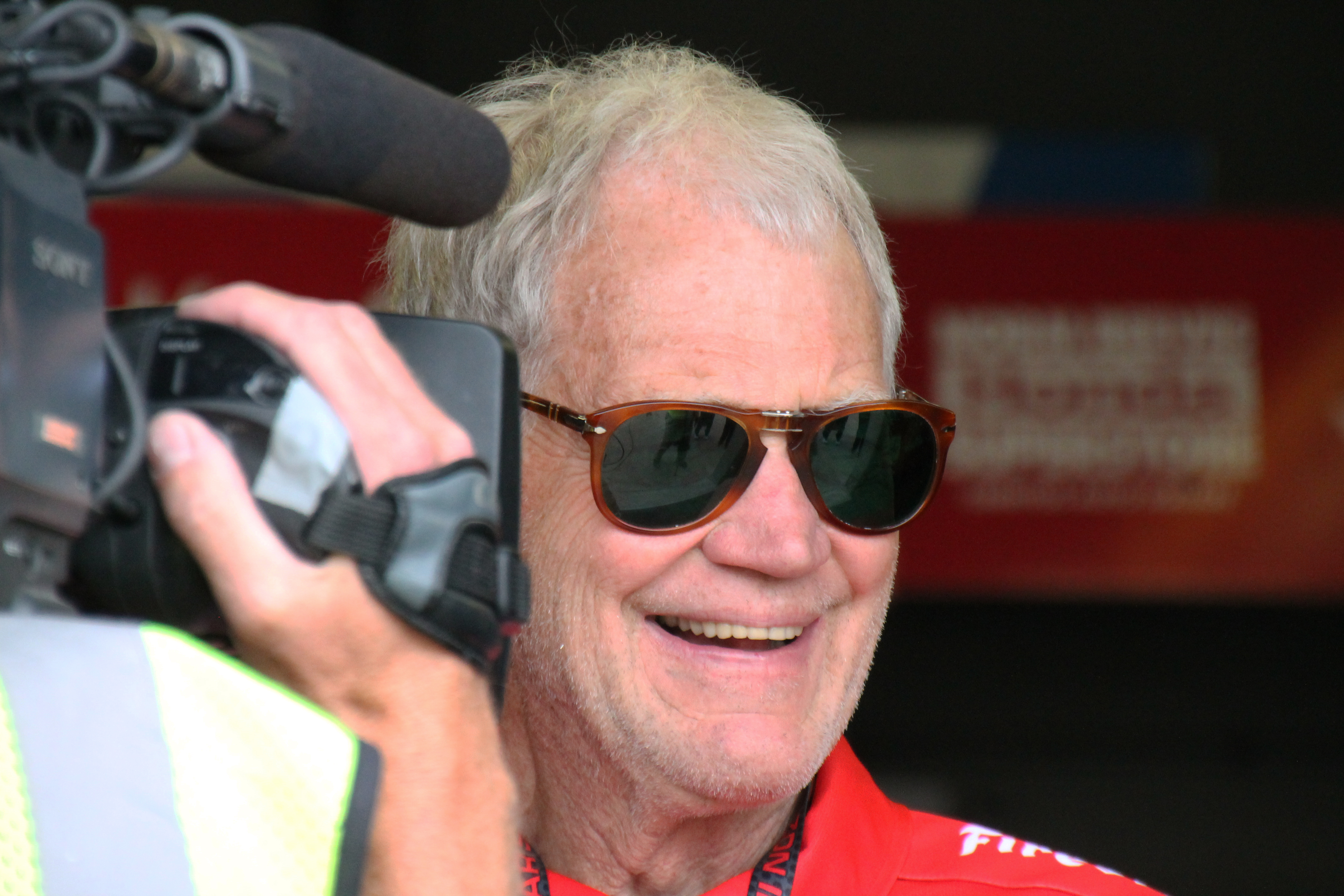
David Letterman, 2015

Rahal Letterman Lanigan Racing ou simplement RLLR (anciennement Rahal-Hogan Racing, Team Rahal ou Rahal Letterman Racing) est une écurie de sport automobile qui évolue dans les championnats IndyCar Series, anciennement l'American Le Mans Series et maintenant le WeatherTech SportsCar Championship. Fondée et dirigée par l'ancien pilote Bobby Rahal, elle est également détenue par l'animateur de télévision David Letterman et l'homme d'affaires Mike Lanigan.

## Palmarès
- IndyCar Series
- American Le Mans Series
  - Vainqueur de la catégorie GT en 2010 et en 2011
  - Victoire dans la catégorie GT des 12 Heures de Sebring 2011
- WeatherTech SportsCar Championship